# Ensemble Organum
Ensemble Organum é um grupo de música antiga, cofundado em 1982 por Marcel Pérès e sediado na França. Seus membros mudaram, mas incluíram em um momento ou outro, Josep Cabré, Josep Benet, Gérard Lesne, Antoine Sicot, Malcolm Bothwell. Eles têm colaborado frequentemente com Lycourgos Angelopoulos e são influenciados pela música ortodoxa.
O grupo centra-se principalmente na execução de música da Idade Média, incluindo cantos beneventanos, romanos antigos, galicanos, carolíngios e moçárabes. No entanto, o repertório inclui polifonia renascentista, bem como obras mais recentes.
O conjunto foi anteriormente baseado na Abadia de Sénanque e na Abadia de Royaumont. Desde 2001 partilha as instalações do recinto da Abadia de Moissac com o Centre itinérant de recherche sur les musiques anciennes (Centro de Investigação Itinerante de Música Medieval e Antiga). Além da performance musical, o conjunto também trabalha com musicólogos e historiadores na pesquisa musical desse período.

## Discografia
As gravações a seguir foram lançadas principalmente pela Harmonia Mundi.
- Polyphonie aquitaine du XIIe siècle: St. Martial de Limoges (1984)
- Messe du Jour de Noel (École de Notre-Dame) (1985)
- Chants de l'Église de Rome des VIIe et VIIIe siècles: période byzantine (1986)
- Josquin Desprez: Missa Pange lingua (1986)
- Codex Chantilly: airs de cour du XIVe siècle (1987)
- Corsica: Chants polyphoniques (1987)
- François Couperin: Messe a l'usage ordinaire des paroisses (1987)
- Chants de l'Église Milanaise (1989)
- Carmina Burana: Le Mystère de la Passion (XIIIe siècle) (1990)
- Cathedrale d'Auxerre (1990)
- Le jeu des pèlerins d'Emmaüs: drame liturgique du XIIe siècle (1990)
- Messe de Tournai (1991)
- Codex Faenza - Selections (1991)
- Palestrina: Missa Viri Galilaei (1992)
- Chants Cistercien (1992)
- Graduel d'Aliénor de Bretagne (1993)
- Messe de Saint Marcel (1992)
- Ockeghem: Requiem (1993)
- Chant de la Cathedrale de Benevento (1993)
- Plain-Chant Parisien: XVIIe et XVIIIe siecles (1994)
- Chant Corse: Manuscrits franciscains des XVIIe-XVIIIe siècles (1994)
- Canto Mozarabe: Cathédrale de Tolède (XVe siècle) (1995)
- École Notre Dame: Messe de la Nativité de la Vierge (1995)
- Laudario di Cortona: Un mystère du XIIIe siècle (1996)
- Guillaume de Machaut: La Messe de Nostre Dame (1996)
- Hildegard von Bingen: Laudes de Sainte Ursule (1997)
- Chants de l'église de Rome - Vêpres (1998)
- Compostela ad Vesperas Sancti Iacobi : Codex Calixtinus (2004)
- Ad vesperas Sancti Ludovici Regis Franciæ (2005)
- Le chant des Templiers (2006)
- Incarnatio Verbi: Chant de L'Église de Rome (2008)
- Missa Gotica - XIV siècle (2009)
- Lux Perpetua / Requiem (2012)